# تورو تاکه‌میتسو
تورو تاکه‌میتسو (انگلیسی: Toru Takemitsu؛ زاده ۸ اکتبر ۱۹۳۰ درگذشته ۲۰ فوریهٔ ۱۹۹۶) آهنگساز اهل ژاپن بود که موسیقی بسیاری از فیلم‌های کلاسیک سینمای ژاپن را ساخته‌است.

## گزیدهٔ آثار موسیقی فیلم
- عشق اول: فصل دوزخ
- آشوب
- ریکیو
- شاراکو